# Farashganj SC
Farashganj SC jest klubem piłkarskim z Bangladeszu. Swoją siedzibę ma w stolicy kraju, Dhace. Gra na stadionie Bangabandhu National Stadium. Obecnie występuje w I lidze.
W sezonie 2010/2011 zespół zajął 10. pozycję. Było to ostatnie miejsce, które gwarantowało pozostanie w lidze.